# 15808 Zelter
15808 Zelter eller 1994 GF10 är en asteroid i huvudbältet som upptäcktes den 3 april 1994 av den tyske astronomen Freimut Börngen vid Tautenburg-observatoriet. Den är uppkallad efter Carl Friedrich Zelter.
Asteroiden har en diameter på ungefär 5 kilometer.